# علي (رابر فرنسي)
علي المعروف سابقا كـ Daddy Ali المولود في إیسي-له-مولینو في فرنسا عام 1975 هو رابر فرنسي من أصل مغربي. بدأ حياته الفنية بالتعاون مع الرابر الفرنسي Booba حيث شكلا ثنائيا للراب باسم لوناتيك، بالفرنسية Lunatic . ومن بعدها انطلق كرابر سولو باسم علي أي Ali قائلا أنها الأحرف الأولى من Africain Lié à l'Islam.
أصدر ألبوم Chaos et Harmonie عام 2005 بالتعاون مع شركة الإسطوانات Scientific 45 حيث هاجم Booba من دون أن يسميه مباشرة. كما رغب علي في الإستمرار باستعمال اسم لوناتيك، ولكن عارض بوبا بشدة ومنعه من استعماله.

## الألبومات
في Lunatic
- 1996: Le Crime paie (ماكسي سينغل)
- 1998: Sorti de l'ombre (ألبوم حضّر ولم ينشر)
- 2000: Mauvais œil
- 2006: Black Album

بالانفراد
- 2005: Chaos et Harmonie
- 2010: Le Rassemblement

## روابط خارجية
- علي على موقع ميوزك برينز (الإنجليزية)
- علي على موقع ديسكوغز (الإنجليزية)
- علي على موقع ديسكوغز (الإنجليزية)